# Успение Богородично (Спилео)
Вижте пояснителната страница за други значения на Успение Богородично.
„Успение Богородично“ (на гръцки: Μονή Κοίμησης Θεοτόκου) е манастирска православна църква в гревенското село Спилео, Егейска Македония, Гърция. Църквата е изградена в 1633 година.

## История
Храмът е разположен на североизточния вход на селото. От манастира са запазени католиконът и част от първия етаж на конака. Според каменния ктиторски надпис ставропигиалният манастир е издигнат в 1633 година при епископ Гаврил от Милия. Ктитори са двама свещеници на име Димитриос, йеромонасите Пахомий, Сава и Галактий и монахът Партений.
| „ | Ι. Χ. Ν. Κ. Σταυροπή / γιον πατριαρχικόν αγι / ασθέν επ΄ ονόματι της πανυπε /ράγνου δεσπήνης ημόν Θεοτόκου κ(αι) αειπαρθένου /Μαρίας εν τη θεοσόστ[ω και] πολισε[βάστω επαρ]χία Γρεβε/[νών], εν τω ιδίω θελήματι του μακαριοτάτου αρχηε[πισκόπου Κλή]μεντος / Α' Ιουστινιανής Αχρηδών, κ(αι) εκ θελήματος του κατά τόπον αρχιε /ρατεύοντως κ(υρίου) (κυρ) Γαβριήλ, εκ χωρήον Μηληά Μετσόβου, [επί βασιλέως / βασιλείας Σουλτάν Μουράτ] /εν έτη[από κτίσεως] ΖΡΜΑ, [από Χριστού]ΑΧΛΓ, (ι)ν(δικτιώνα) Α΄. Κτητωρι /Δημητρήου ηερέως, Παχωμήου ιερομονάχου [Σάβας] ιερομονάχου Γαλακτήου [ιε]ρομ[ονάχου] [.....] Παρθενήου των μοναχον, Δημητρίου ιερέως [.....................] Μαΐου ΚΗ΄ | “ |

Манастирът е споменат в Завордската кондика от 1692 година. В Завордския манастир има литургийна славянска кондика от началото на XVII век, в края на който има парисия с имената на игумените на манастира. През октомври 1679 година митрополитът на Пелагония Митрофан е избран в католикона на манастира според документа за избора. Манастирът е ставропигия на Охридската архиепископия.
През целия период на османското владичество манастирът играе важна роля в образованието на региона и допринася за освободителните борби на жителите му. Според устното предание през манастира два пъти преминава Козма Етолийски (1714 – 1779) и основава тайно училище, което работи няколко години.
В 1886 година Николаос Схинас споменава, че манастирът има „30 килии и изобилие от трева, ечемик и слама“, тайно училище, селска училищна сграда, библиотека, старчески дом и болница за физически и психични заболявания, работещи в манастирски помещения.
Андреас Ваврицас поставя разпадането на манастира в 1928 година, но на друго място се посочва, че до Втората световна война манастирът е имал забележителна колекция от пергаменти и хартиени кодекси. Трети източник твърди, че манастирът е закрит в 1929 или 1930 година. Христос Енислидис в 1951 година заявява, че в Спилео живеят 180 семейства и почти всички работят в имотите на манастира, без да уточнява за коя епоха става дума.
След разпадането му, мощите са пренесени в Завордския манастир, а Андреас Ваврицас твърди, че сред реликвите от манастира, пренесени в Завордския, е и Фотиевият „Речник“.
В 1950 година Н. Кодзиас съобщава, че стенописите „са почти неразличими под мърсотията и чернилката“. Същевременно се наблюдава и отклонението на южната, източната и северната зидария. Проблемът става още по-дълбок вследствие на Гревенското земетресение от 1995 година.
През 1999 година Единадесета ефория за византийски старини с финансиране от Гревенската номархия започва реставрационни работи по католикона, които са завършени в 2001 година. Реставрацията на вътрешните стенописи е завършена в 2006 година.

## Архитектура

### Сграден комплекс
От сградния комплекс, който е бил разположен от квадратен участък, днес е останала само част от приземието на северното крило, преустроена. От западната и северната страна са били игуменската къща, килиите на монасите, общежитията и складовете, докато в югозападния му ъгъл е имало полуподземната крипта, в която са се съхранявали множество реликви. От южната страна е имало помощни сгради, а от източната страна проста стена.

### Католикон
Храмът е от атонски тип – триконхален, кръстокуполен, с триделен притвор и странични помещения. Зидарията е качествена, като комбинира византийските и местните епирски и пиндски традиции, като се усеща влияние на архитектурата от метеорските манастира, особено от „Свети Стефан“. Между правоъгълните камъни има зони с тухли, които оформят плитки слепи конхи.
В храма може да се влезе от два входа, единият е разположен на запад и води към екзонартекса, а оттам вътрешен вход води към лити, където се извършва литията, а три полукръгли каменни стъпала водят към наоса. Този отвор е и първоначалният основен вход на храма, а другият вход е от юг, водещ към западната част на наоса, след слизане по две полукръгли каменни стъпала с под, постлан с квадратни правоъгълни каменни плочи.
На запад от католикона има доста по-късен екзонартекс от 1910 година, като оригиналната красива дърворезбована врата на притвора е поставена на входа му. По време на реставрационните работи вратата е върната на първоначалното си място.
Осветлението на пространството е слабо, тъй като прозорците са малко, тесни и малки, а вътрешно се разширяват, напомняйки бойници, очевидно под влияние на градската архитектура, поради опасностите на времето. Най-големите прозорци са разположени в южната част и в нишите на олтара, който се нуждае от по-добро осветление.
Куполът е разположен в средата на централното пространство на храма и е осмоъгълен, украсен с тухли и е основната конструктивна характеристика на католикона, като от всяка страна има последователно тесни продълговати отвори, които подсилват вътрешно осветление.
В притвора има втори купол, който конструктивно е подобен на централния, но е по-малък и неукрасен.
На изток излиза от стената не само апсидната ниша, но и тези на протезиса и диаконикона, което е уникално за Гревенско. И трите ниши отвътре са полукръгли, а външно централната е петстранна, а другите две са тристранни. И трите имат прозорци по оста си.
От същото време като екзонартекса – 1910 година, е и камбанарията на храма. Тя е триетажна и е разположена от северната страна на католикона, с който граничи, като всъщност западната ѝ стена е продължение на западната стена на лити. За да се влезе в камбанарията трябва да се изкачат пет каменни стъпала, а вътре има и дървена стълба.

## Интериор
Манастирът е изписан на няколко пъти през XVII век, в периода 1640 – 1658 година, за сметка на самия манастир, което се разбира от запазените зографски надписи.

### Стенописи в олтара и централния кораб наоса
За освещаването на светилището, за ктитора и времето получаваме информация от надпис върху трегер в олтара, който гласи:
| „ | [ΑΝΗΓΕ]ΡΘΗ Κ(ΑΙ) ΑΝΕΣΤΟΡΙΘΗ ΤΟ ΘΙΟ ΚΑΙ ΙΕΡΩ ΘΗΣΙΑΣΤΙΡΗΟΝ – [ΚΟΠΟΙΣ] ΤΑΙ Κ(ΑΙ) ΕΞΟΔΟΥ ΤΟΥ ΠΑΝΟΣΙΟΤΑΤΟΥ ΕΝ ΙΕΡΩΜΟΝΑΧΕΙΣ [....] - †ΕΤΟΥΣ ΖΡΜΘ’ {7149, тоест 1641} ΑΠΟ Χ(ΡΙΣΤΟ)Υ ΑΧΛΑ’ (1631) Κ(ΑΙ) ΕΤΕΛΙΟΘΗ ΕΝ ΜΙΝΗ ΣΕΠΤΕΒΡΙΩ ΚΗ’ ΧΕΙΡ ΔΕ ΥΠΑΡΧΕΙ ΔΙ<ΜΗ>ΤΡΙΟΥ Ε[Κ ΧΟΡΑΣ...] | “ |

Върху капителите на двете източни колони има надписи с информация за датировката на иконографията на централната част на храма и купола. Надписът на северната колона гласи следното:
| „ | †ΑΝΕΣΤΟΡΙΘΕΙ Η ΘΟΙΑ ΤΡΟΥΛΑ Κ(ΑΙ) ΟΙ ΔΙΟ ΧΟΡΟΙ Εως ΤΕΣ ΚΟΛΩΝΕΣ – Κ(ΑΙ) ΟΙΠΑΡΧΕΙ ΚΟΠΟΣ ΤΟΥ ΜΑΚΑΡΙΤΟΥ ΚυΡ ΠΑΧΩΜΗΟΥ ΙΕΡΩΜΟΝ – ΑΧΟΥ Κ(ΑΙ) ΠΡΟΗ<Ν> ΚΑΘΥΓΟΥΜΕΝΟΥ Κ(ΑΙ) ΚΤΗΤΩΡ – ΑΠΟ Χ(ΡΙΣΤΟ)Υ ΑΧΡΜ΄ {вероятно ΑΧΜ΄, тоест 1640} | “ |

Надписът на южната колона, който ни дава информация и за зографите, гласи:
| „ | ΙΑ Σ<Υ>ΝΔΡΩΜΗΣ ΚΟΠΟΥ ΚυΡ ΓΑΛΑΚΤΙΟΥ ΙΕ – ΡΩΜΟΝΑΧΟΥ Κ(ΑΙ) ΚΑΘΥΓΟΥΜΕΝΟΥ Χ[ΕΙΡ] – Ν<Ι>ΚΟΛΑΟΥ ΖΩΓΡΑΦΟΥ Κ(ΑΙ) [Ι]Ω(ΑΝΝΟΥ) – ΑΠΟ ΑΔΑΜ ΖΡΝΗ΄ {7158, тоест 1650} | “ |

Така двете конхи са изписани в 1650 година от зографите Николай от Линотопи и Йоан.
На щит на военен светец има подпис „от ръцете на Николай агиограф от село Линотопи“ (διὰ χειρὸς Νικολάου ἀγιογράφου ἐκ κώμης Λινοτοπίου).

### Стенописи в наоса и нартекса
За украсата на останалата част от храма и нартекса, ктитора, времето и зографите черпим информация от два надписа, единият над вратата на южния кораб, а другият на горния праг на западната стена. Надписът на южния кораб гласи:
| „ | †Θ(εοτόκ)ε Παρθένε, χαίρε κεχαριτωμένη ο Κύριος με/τα σου, ευλογημένη συ εν γυναιξί και ευλογημέ/νος ο καρπός της κοιλίας σου Πάναγνε. Δια συν/δρομής του πανοσιωτάτου καθηγουμένου Χριστοφόρου ιερομονά/χου, εκ χόρας Κοσματέος ιστορίθη από τους χορούς κάτοθεν ό/λην εως τη θύρα. Ετελειώθη μηνί Αυγούστω εις τες Ι΄ ,ζρξστ΄ {7166, тоест 1658} | “ |

Надписът на западната стена гласи:
| „ | ΑΝΗΣΤΩΡΙΘΗ Ο ΘΗΩΣ Κ(ΑΙ) ΠΑΝΣΕΠΤΟΣ ΝΑΟΣ [ΤΗΣ]/ ΠΑΝΗΣΡΕΥΛΟΓΙΜΕΝΗΣ ΕΝΔΟΞΟΥ ΔΕΣ[ΠΟ]Ι / ΝΗΣ ΗΜΟΝ Θ(ΕΟΤ)Ο(ΚΟΥ) Κ(ΑΙ) ΑΗΠΑΡΘΕΝΟΥ ΜΑΡΙΑΣ ΔΙΑ Σ[Υ]Ν / ΔΡΟΜΗΣ ΚΩΠΟΥ Κ(ΑΙ) ΕΞΩΔΟΥ ΤΟΥ ΠΑΝΑΣΙΩΤΑΤΟΥ ΚΑΘΗ / ΓΟΥΜΕΝΟΥ ΧΡΙΣΤΩΦΟΡΟΥ ΗΕΡΟΜΩΝΑΧΟΥ ΕΠΗ ΕΤΟΥΣ Ζ[Ρ]ΞΣΤ΄ [7166, тоест 1658] / ΑΠΟ Χ(ΡΙΣΤΟ)Υ ΑΧΝΗ΄ [1658] Κ(ΑΙ) ΕΤΕΛΙΩΘΙ ΕΝ ΜΗΝΗ ΑΥΓΟΥΣΤΟ ΕΙΣ ΤΕΣ Ι΄ / ΔΙΑ ΧΗΡΟΣ ΚΑΜΟΥ ΤΟΥ ΑΜΑΡΤΟΛΟΥ ΜΗΧΑΛΙ ΖΟΥΓΡΑΦΟΥ Κ(ΑΙ) ΗΛΙΑ [ΖΟ]ΥΓΡΑ[ΦΟΥ] / ΕΚ ΧΟΡΑ[Σ ΖΕΡ]ΜΑΣ Κ(ΑΙ) ΕΚ ΧΟΡΑΣ ΒΥΡΠΗΤΖΙΚΩ | “ |

Тоест датировката на стенописите в наоса и нартекса в 1658 от Михалис от Зерма и Илияс от Борботско.
Въпреки че върху иконографията на храма работят три различни зографски групи в продължение на осемнадесет години и въпреки различията, наложени от художествения идиом на всеки, иконографската украса има един стил.
Екзонартексът е изографисан от Георгиос Питенис от Самарина в 1911 година, което е засвидетелствано във вградения над западния вход надпис, който гласи:
| „ | ΙΣΤΟΡΙΘΗ Ο ΠΑΡΩΝ Κ(ΑΙ) ΘΕΙΟΣ Κ(ΑΙ) ΙΕΡΟΤΑΤΟΣ ΝΑΟΣ ΕΝ ΕΤΙ / 1911 Αυγ: 19: ΑΡΧΙΕΡΑΤΕΥΟΝΤΟΣ ΤΟΥ ΠΑΝΙΕΡΩΤΑΤΟΥ / ΑΓΙΟΥ ΓΡΕΒΕΝΩΝ Κ(ΥΡΙΟΥ) Κ(ΥΡΙΟΥ) ΑΙΜΙΛΙΑΝΟΥ / ΕΠΙΤΡΟΠΕΥΟΝΤΟΣ ΔΕ ΤΟΥ Κ(ΥΡΙΟΥ) ΙΩΑΝΝΟΥ ΖΗΣΗ / ΕΚ ΣΠΗΛΛΕΟΝ ΔΙΑ ΧΕΙΡΟΣ ΓΕΩΡΓΙΟΥ Δ. ΠΙΤΕΝΗ / ΕΚ ΣΑΜΑΡΙΝΗΣ | “ |

### Иконостас
Изключително ценен е изящно резбованият, позлатен иконостас от XVII век. На иконостаса са запазени всички оригинални икони. Датиран е в 1637 година по надписа на царската икона на Иисус Христос, който гласи „τεληόθησεν μηνί Ιουλίω κστ έτους ζρμε΄(1637)“.

### Реликви
В полуподземната крипта на манастира са се съхранявали много реликви, някои от които са описани от Христос Енислидис и Н. Кодзиас.
- Главата на Свети Мина Каликелад, върху чийто сребърен обков има надпис: „Αύτη η κάρα ονομαζομένη Μηνά του Καλλικελάδου υπάρχει εκ του μοναστηρίου του Σπηλαίου του των Γρεβενών δαπάνη πανοσιωτάτου Αγίου Ηγουμένου κυρίου Ιωσήφ, αψπθ΄(1789) Απριλίου κ΄, ο μάστουρας Τριαντάφυλλος Ιωάννης“. Главата е в сребърен реликварий, украсен с релефни фигури на светци и херувими, както и със скъпоценни камъни.[2]
- По-малък реликварий, съдържа части от мощите на светците Харалампий, Никанор, Прокопий и Трифон. На него има надпис: „† Της θήας κε σεβασμήας πατρηαρχηκής Μονής της Ηπεραγήας Θεοτόκου Σπήλεον της πρώτης Ηουστηνηανής Αχρηδών †». Освен това има още два надписа, един от тясната страна „επή έτος 1787 Μήν Ηνονάρηος 1“ и на задната страна „Μίχο χρησηκός“.[2]
- Печатно евангелие, издание на Николаос Гликеос, Венеция, 1671 година. Има сребърна обшивка и лицевата страна е позлатена. От двете страни има множество релефи. Украсено е с камъни и емайл. В един от надписите с големи букви пише: „ΕΥΒΑΝΓΕΛΙΟΝΙΠΑΡΧΙΤΙCΚΙΜΗCEOC THCΗΠΕΡΓΙΑCΔΕCΠΗΝΙ CΙΜΟΝ / ΘΕΟΤΟΚΟΥΛΕΓΟΜΕΝΙCΠΙΛΕΟΝΜΟΝΑΣΤΙΡΙ>1719> / ΕCΤΑΥΡΟΠΙΓΙΟ ΤΟΥ ΜΑΚΑΡΙΟΤΑΤΟΥΑΧΡΙΔΩΝ“.[2]
- Ръкописно четвероевангелие и евангелие, издадено от Анри Етиен.[2]
- Коментар върху Стария завет, издаден в Лайпциг в 1773 година с посвещение на последната страница: „1798, Ιανουαρίου ε΄. Το παρόν αφιερούται τη αγία και σεβασμία μονή της υπεραγίας δεσποίνης ημών Θεοτόκου της Κοιμήσεως του εις τα Γρεβενά Σπηλαίου παρά του πανιερωτάτου αγίου Σισανίου και Σιατίστης κυρίου Νεοφύτου“.[2]
- „Лествица“ на Йоан Лествичник със следната бележка: „1781 Δεκεμβρίου 10. Εις τον καιρόν του πανιερωτάτου μητροπολίτου κυρίου κυρ - Γαβριήλ, καθηγουμένου της σεβασμίας μονής του Σπηλαίου κυρ-Ιωσήφ ιερομονάχου από Γρεβενά - Αυλαίς“.[2]
- Богородичник от Венеция, издание от 1643 година. В манастира е имало и много потири и кръстове, покрити със злато и диаманти, както и колкция ръкописи и преносими икони.[2]

С разпускането на манастира със Закон 4648/1930 всички реликви са пренесени в Завордския манастир, но по-късно тези реликви са изгубени.